# 10646 Маш'єльальбертс
10646 Маш'єльальбертс (10646 Machielalberts) — астероїд головного поясу, відкритий 26 вересня 1960 року.
Тіссеранів параметр щодо Юпітера — 3,615.